# فيكتور كاليهاس
فيكتور كاليهاس هو ملاكم معتزل من بورتوريكو يصنف ضمن فئة وزن الريشة.

## إحصائيات
خاض خلال مسيرته 33 نزالا، فاز في 29 وتعادل في 1 وخسر في 3. فاز بالضربة القاضية في 21 نزالا.

## روابط خارجية
- فيكتور كاليهاس على موقع بوكس ريك (الإنجليزية) (registration required)